# August Strindbergs lilla katekes för underklassen
August Strindbergs lilla katekes för underklassen är en katekes skriven av August Strindberg. Katekesen kom förmodligen till under 1884, varpå ett antal tillägg gjordes. Men skriften publicerades först 1913 med Landquists upplaga av Strindbergs samlade skrifter. Katekesen är Strindbergs mest kända samhällskritiska skrift. Strindberg ämnade genom sin katekes avslöja det moderna samhällets grundläggande lögner genom aforismer beträffande en rad ämnen.
Strindberg tar i ett antal huvudstycken och artiklar upp och kritiserar helt eller delvis följande områden: Samhället, överklassens lögner, religionen, politik, lagar, vetenskaper och konster, ekonomi, filosofi, historia, estetik, naturvetenskaperna, moralen, överklassens talesätt, för att förnedra underklassen. Många gånger genom retoriska frågor så som "Vad är ekonomi? En vetenskap uppfunnen av överklassen för att komma åt frukten av underklassens arbete." (Detta citat finns också inskrivet i marken på Drottninggatan i Stockholm.)

## Kort orientering i katekesen

### Samhället
Samhället är enligt Strindberg "En samhällsform som har utvecklat sig under inverkan av överklassens syfte att hålla underklassen under sig".
För att överklassen ska kunna upprätthålla denna ordning, menar Strindberg att de begagnar sig av "Religion, politik, lagar, vetenskaper, konster och moral."

### Överklassens lögner

#### Religionen
Enligt Strindberg är religion "Ett på lägre utvecklingsstadier uppkommet behov som av överklassen begagnats för att hålla underklassen under sig."
Strindberg menar att överklassen i verkligheten sällan tror på religionen, utan snarare skrattar åt den, men att de anser det passande att underklassen insuper dess dogmer. Religionen tjänar som skrämsel och tröst för underklassen och behövs således för att underklassen ska arbeta och lida för överklassen under sitt liv i hopp om frälsning. "[...] Överklassen tar alltid för sig i detta livet, och bjuder underklassen på himmeln."

#### Politik
Strindberg menar likaså att politiken är en av överklassens lögner. Han stipulerar att politik är : "Statskonst, eller överklassens konst att hålla underklassen under sig. Med politik menas även ett bedrägligt förfarande." Angående utrikespolitiken är Strindberg inne på samma spår. Utrikespolitiken är nämligen "Samarbetet mellan de olika nationaliteternas överklasser."

#### Lagar
Lagarna anser Strindberg vara "Överklassens uppfinning att på så kallad laglig väg hålla underklassen under sig." Strindberg pekar på det absurda i den av överklassen stiftade lagen. Strindberg anser att lagen ska lydas när lagen blir värd aktning. Han menar detta på grund av att "Om man skulle ha absolut aktning för alla lagar, så skulle man ju aldrig få några bättre." Strindberg menar att "Underklassen borde anse som sin skyldighet att hämnas alla oförrätter, ty med att tiga och lida gör man sina medmänniskor orätt."

### Vetenskaper och konster

#### Ekonomi
Strindberg frågar sig "Vad är ekonomi", och kommer fram till att det är "En vetenskap uppfunnen av överklassen för att komma åt frukten av underklassens arbete."
Av detta följer en rad aforismer som kan betraktas som ekonomikritiska, i hur Strindberg exempelvis pekar ut exempelvis: "Vad kallas frukten av underklassens arbete?" - "Kapital." och "Kan kapital existera utan arbete?" - "Nej!". Därför menar Strindberg att kapitalet skulle vara arbetets slav, och inte tvärt om. Därefter pekar han ut hur "Ekonomisterna av överklassen säga nog att kapital är samlat arbete, men de akta sig väl för att säga vems arbete som är samlat.[...]"

#### Filosofi
Strindberg kommenterar angående filosofin att den är "Ett sökande efter sanningen.", varpå han ställer sig frågan "Hur kan då Filosofien vara överklassens vän?" Hans svar blir att "Jo överklassen betalar filosoferna för att de endast skola upptäcka behagliga sanningar. Upptäcks ändå obehagliga sanningar, "[...]så kallas de för lögner, och filosofen betalas icke."

#### Historia
Historieskrivningen är likväl korrupt, då den anses vara "Berättelsen om det förflutna, försåvitt det framställes i en över överklassen förmånlig dager."

#### Estetik
Estetiken är enligt Strindberg "Läran om att berömma eller förklena konstverk!" Strindberg menar att estetiken är ett av överklassens verktyg då författare som Zola, som "skildrat underklassens lidanden och överklassens brott" kallas smutsförfattare. Enligt Strindberg är nämligen "Smuts [...] det namn överklassen ger allt som har sammanhang med underklassen."

#### Naturvetenskaperna
Strindberg hävdar här att naturvetenskaperna är illa anskrivna hos överklassen "Därför att de visa att samhället är emot den sunda naturen.", och ger det nuvarande samhällsskicket som exempel på en sådan osund natur.

#### Moralen
Moralen menar Strindberg likväl vara "En rättskänsla som av överklassen disciplinerats i avsikt att narra underklassen till ett stillsamt levnadssätt". I detta stycke framkommer också en del passager som inte slår lika väl i klang med samtiden. Strindberg observerar bland annat hur enbart kvinnan förskonades från att lönearbeta, medan "Mankönet är utsläpat genom överansträngning på att skaffa kvinnan lyx och nöjen". Men Strindberg frågar sig också "Vad menas med osedligt", och menar att det är "Det som bryter mot överklassens tillfälliga morallag."

### Överklassens talesätt för att förnedra underklassen
I den sista huvudrubriken adresserar Strindberg överklassens talesätt för att förnedra överklassen, och adresserar ett par invändningar mot underklassens maktövertagande. Exempelvis: "Ni vilja störta makten för att komma till makten själva." ."Ja: ty vi ha rätten och därför tillhör makten oss att störta orätten. Nej:ty vi vilja dela ut makten på hela underklassen och icke alls betungas med den ensamma.